# Rim Mahjoub
Pour les articles homonymes, voir Mahjoub.
Rim Mahjoub, née le 16 mars 1966 à Tunis, est une femme politique tunisienne, membre d'Afek Tounes, dont elle est présidente depuis 2023.

## Biographie
Née à Tunis, elle effectue ses études primaires à Sfax puis secondaires à Métlaoui, avant d'obtenir son baccalauréat en 1984.
Après des études de médecine, elle devient médecin avant de s'engager en politique à la faveur de la révolution de 2011. Elle rallie d'abord Afek Tounes, sous les couleurs duquel elle est élue à l'assemblée constituante dans la circonscription de Mahdia. En 2012, son parti fusionne au sein d'Al Joumhouri, dont elle démissionne l'année suivante pour s'engager au sein d'Afek Tounes, qui se reconstitue et dont elle devient membre du bureau politique et porte-parole.
Candidate à l'Assemblée des représentants du peuple à l'occasion des élections de 2014, elle entre à l'assemblée après la nomination de Yassine Brahim au sein du gouvernement Essid,. Dans la foulée, elle devient présidente du bloc parlementaire de son parti.
Vice-présidente de son parti en décembre 2021, elle est élue présidente le 10 décembre 2023.
Rim Mahjoub est mariée et mère de deux enfants.